# قوة الدفاع الذاتي الجوية اليابانية
قوة الدفاع الذاتي الجوية اليابانية (باليابانية:航空自衛隊) هي فرع سلاح الجو في قوات الدفاع الذاتي اليابانية، مسئولة عن الدفاع عن المجال الجوي الياباني. تنفذ القوات الجوية مهمات دوريات جوية قتالية فوق أراضي اليابان، وتبقي على شبكة أرضية وجوية ضخمة من أنظمة الإنذار المبكر. لدى القوات الجوية اليابانية فريق للاستعراضات الجوية يسمى الدافع الأزرق، قدمت القوات الجوية اليابانية النقل الجوي اللازم لمهمات قوات حفظ السلام الدولية التابعة للأمم المتحدة.